# 刘志庚
刘志庚（1956年6月—），男，广东兴宁人，中华人民共和国政治人物。吉林大学经济系国民经济计划专业本科毕业，吉林大学政治经济学专业在职博士研究生。曾任广东省人民政府副省长。2016年2月4日涉嫌严重违纪正接受组织调查。2016年4月18日，刘志庚已经被双开，移送司法机关。

## 生平
1973年10月参加工作。早年曾担任过小学教师，恢复高考后考入吉林大学经济系国民经济计划专业学习。毕业后分配到深圳市计划局工作，仅用了8年多的时间就从一个科员升级至副局长。1985年2月加入中国共产党。1992年12月后历任深圳市龙岗区区长、中共龙岗区委书记，清远市委副书记、市长，东莞市市长、中共东莞市委书记。2011年12月，任广东省人民政府副省长，分管经济与信息化、交通运输、统计、通信、质量监督、安全生产工作。

### 落马
2016年2月4日晚十時，中央紀委監察部網站公佈信息稱，劉志庚涉嫌嚴重違紀，正接受組織調查。落马前一天，刘志庚还在韶关检查春运工作。据媒体报道称，2014年2月，东莞掀起扫黄运动，即与有关部门从外围着手调查刘志庚在东莞的违纪违法行为有关。而刘志庚在东莞期间，与原奥威斯太子酒店的老板梁耀辉，私下以“哥”相称。
2016年4月18日，中纪委通报刘志庚已经被双开，移送司法机关。
2017年2月24日，南宁铁路运输中级法院一审开庭审理了刘志庚受贿一案，认定他受贿共计折合9817万元人民币，法庭将择期宣判。同年5月31日，南宁铁路运输中级人民法院一审公开宣判，以受贿罪判处刘志庚无期徒刑，剥夺政治权利终身，没收个人全部财产；受贿所得财物予以追缴，上缴国库。刘志庚当庭表示服判，不上诉。
2017年7月4日，南宁铁路运输中级法院一审公开开庭审理深圳市财政局办公室原调研员、东莞市华瑞房地产有限公司实际控制人曾小华行贿一案。公诉机关指控，2006年至2011年，曾小华请托时任中共东莞市委书记的刘志庚利用职务便利，为广东佳彩数码科技有限公司中标东莞有线数字电视机顶盒采购项目、东莞勤上光电股份有限公司业务发展提供帮助，分别从上述公司获利人民币1200万元和约2305万元。曾小华为感谢和继续得到刘志庚帮助，于2007年送给刘志庚位于深圳市宝安区的别墅一栋，价值人民币约2617万元；2008年经刘志庚同意，送给刘志庚儿子刘文锐路虎揽胜越野车一辆，价值人民币约141万元。南宁铁路运输中级法院当天还对刘志庚受贿案另一起附属案进行开庭审理，广东锦龙发展股份有限公司法定代表人杨志茂被检方指控向刘志庚行贿人民币6411万余元。

## 评价

### 正面
将东莞本地外来人口由“外地人”重新定义为“新莞人”，提高在东莞外地人待遇，解决部分社会矛盾。
基础设施建设进一步推进，建成有虎门港、生态园、篮球中心等一系列基础市政工程设施。在施政的部分问题上开先河开始听取某些网络群众意见。社会治安虽仍不尽如人意但勉强可算有所好转，在任期间东莞最大的地下赌场被取缔。

### 负面
在东莞任市委书记期间，东莞经济数据（GDP）增速下降，由2007年的18.1%下降至2008年14%、2009年5.3%、2010年10.3%，即使次贷金融危机过后东莞GDP增速仍未能回到2007年前水平。任期内受金融危机企业倒闭、民工失业，2011年经济复苏后仍由于施政问题面临新一轮倒闭潮。
禁摩、禁养猪，其中禁养猪受到包括新华网等官方媒体质疑，被称为“刘治摩”、“牛魔王”、“三禁书记”。
因企业被冒充其亲戚要钱而公布秘书电话，并表示如遇声明其亲戚要钱可致电秘书求证。在任期间，东莞被称为“性都”，被指是东莞色情产业的“保护伞”。对于东莞人口减少刘志庚表示“從人口結構上看，這種調整未必是壞事”，如此言论自然受到东莞人质疑。网络小说《在东莞》作者元平被刑拘，部分网民表示刘志庚此做法言行不一致。提倡低碳生活，乘公交出行，但被网友指出图片内大巴空荡荡，刘志庚乘坐位置为残疾人座位，而且周围乘客亦较似东莞市政府公务员，有作秀嫌疑。治安问题：2011年7月初刘志庚表示“现在很多女同志敢背包上街了，敢戴首饰上街了”。